# Claudius Buard
Claudius Buard, né le 7 février 1900 et mort le 11 septembre 1978, est un homme politique français, résistant, militant communiste et du mouvement ouvrier. Arrêté en 1939 pour "propagande communiste" et libéré en 1942, il entre ensuite en résistance. A la Libération, il est Conseiller de la République (Sénateur) communiste de la Loire, entre 1946 et 1948. Il occupe divers mandats locaux après la Seconde Guerre mondiale.

## Biographie
Né le 7 février 1900 à Firminy dans une famille modeste, il entre à l'école normale de Montbrison après avoir fréquenté le cours complémentaire de Firminy, où son instituteur, remarquant sa vivacité d'esprit, l'encourage à poursuivre ses études. Il devient instituteur à Montbrison en 1918. Il s'engage la même année dans la marine nationale. Il milite au syndicat unitaire de l'Enseignement dès sa creation en 1918, et il assure les fonctions de secrétaire général de la Loire de 1928 à 1934. Il adhère au Parti communiste français en 1924 après avoir fait partie des Jeunesses Communistes. Claudius Buard se présente à ses premières élections en 1925, aux municipales de Saint-Étienne, après être entré au comité régional du Parti Communiste Français et à la commission exécutive de l'Union départementale C.G.T.U. en 1933.
Après la réunification syndicale, Claudius Buard, qui était membre de la commission exécutive de l'U.D - C.G.T.U. depuis 1933, est élu trésorier adjoint de l'U.D. - C.G.T. de la Loire au congrès départementale du 16 janvier 1936.
Après la signature du Pacte germano-soviétique et la dissolution du P.C.F., Claudius Buard est arrêté le 28 octobre 1939. Il écope de 3 ans de prison pour "propagande communiste". Libéré en octobre 1942, il est "contacté" par la Résistance dès février 1943.
Il fait partie à la Libération, le 25 aout 1944, du conseil municipal de Saint-Étienne et est élu premier adjoint au maire en tant que représentant élu du PCF. Élu conseiller général communiste du canton de Firminy en 1945, il est réélu en 1952 et le reste jusqu'en 1958. Journaliste occasionnel à l'Union française de l'information, qui fédère une centaine de quotidiens et hebdomadaires contrôlés par le PCF ou proches de lui, il en est écarté au début des années 1950.
Militant des œuvres post et péri scolaires, il est élu vice-président de la Fédération des œuvres laïques de la Loire en 1950, président en 1954 et président d'honneur en 1970. Il est élu sénateur à la chambre haute du Parlement français, le Conseil de la République, de 1946 à 1948. Membre des Commissions des Affaires étrangères, et du suffrage universel, il adhère au groupe communiste. Il intervient activement en séance publique sur les sujets les plus divers : règlement du Conseil de la République, élections municipales, sécurité sociale dans les mines, situation des victimes de guerre, organisation judiciaire en Sarre, écoles privées des houillères nationales, dégagement des cadres, loyers, et redressement économique et financier. Claudius Buard conserve ses mandats de conseiller général de la Loire et Conseiller municipal de Saint-Etienne jusqu'en 1958. Il décède à Saint-Étienne en 1978, après avoir dédié sa vie au communisme et aux œuvres sociales.
Il a deux filles.

## Détail des fonctions et des mandats
Mandat parlementaire
- 8 décembre 1946 - 7 novembre 1948 : Sénateur de la Loire

Mandat locaux
- 1944-1947 : Premier adjoint au maire de Saint-Étienne
- 1945-1958 : Conseiller municipal de Saint-Étienne
- 1945-1958 : Conseiller général du canton de Firminy, Loire